# Valentín
Valentín (en rus: Валентин) és un poble del krai de Primórie, a l'Extrem Orient de Rússia, que en el cens del 2010 tenia 942 habitants. Es troba al districte rural de Làzovski.